# Felicjan Faleński

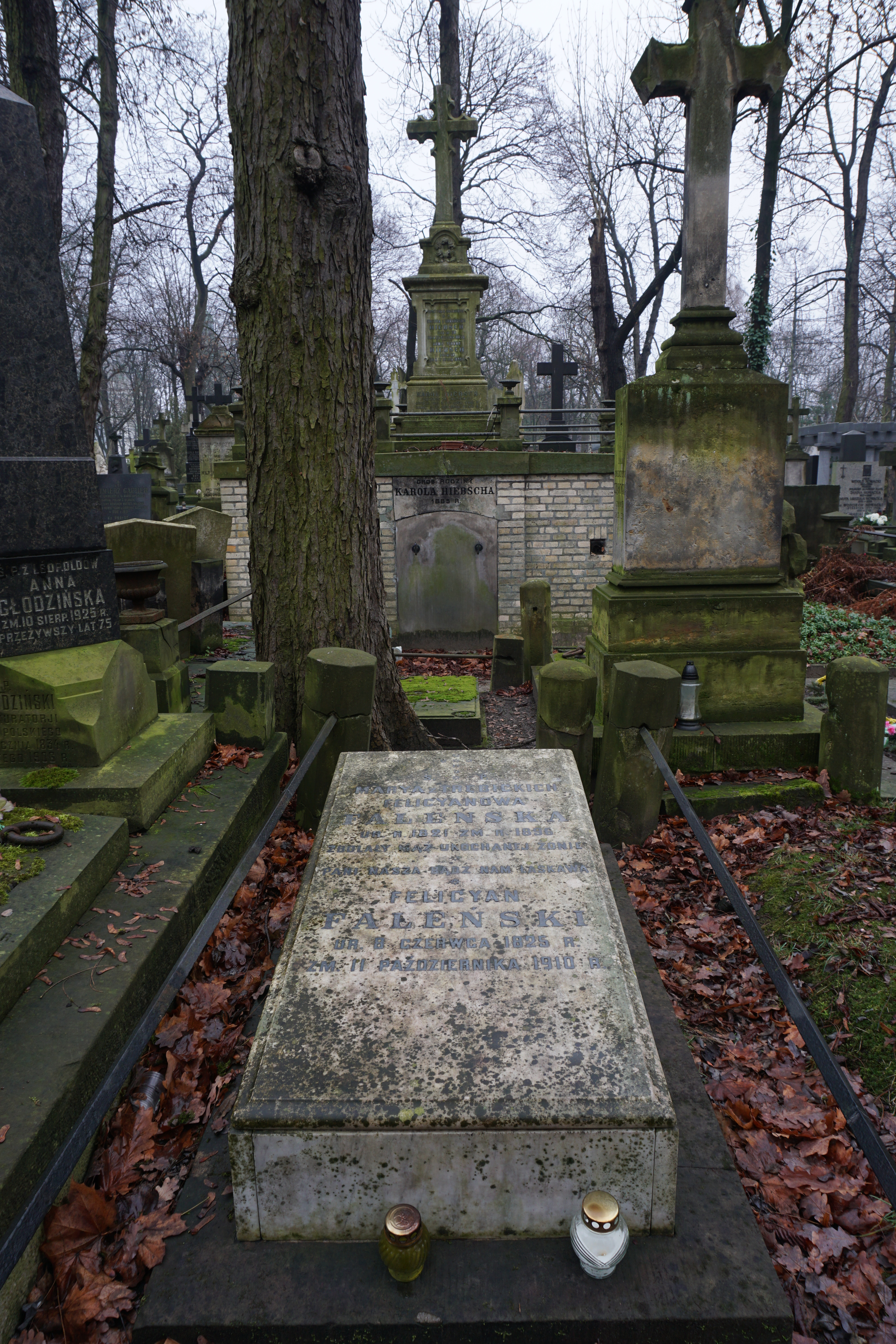
Grób Felicjana Faleńskiego na cmentarzu Powązkowskim

Felicjan Medard Faleński (ur. 5 czerwca 1825 w Warszawie, zm. 11 października 1910 tamże) – polski poeta, dramatopisarz, prozaik, tłumacz, działacz powstania styczniowego.
Choć często, ze względu na odniesienia do antyku oraz elegancję stylu, uważa się Faleńskiego za przedstawiciela parnasizmu, historycy literatury podkreślają, że jego twórczość wymyka się ścisłym klasyfikacjom.
Felicjan Faleński w pisanej przez siebie poezji dawał wyraz przekonaniu, że „jako człowiek i twórca urodził się nie w porę, jest nikomu niepotrzebny i skazany na zapomnienie”. W rzeczy samej, już od pierwszych wydań swoich tomów poetyckich spotkał się ze stanowczym odrzuceniem ze strony krytyki literackiej, która widziała w nim epigona romantyzmu, nie rozumiejącego problemów epoki, w jakiej tworzył. Poeta zmarł w zupełnym osamotnieniu, zanurzony w nastroju melancholii i mizantropii, przez ostatnie lata życia został zapomniany przez najbliższych przyjaciół, a nawet uznany za człowieka dawno już nieżyjącego.

## Życiorys
Był synem Józefa (historyka, autora podręczników, współpracownika Nikołaja Nowosilcowa) i Apolonii z domu Jeszko. 
Kształcił się w gimnazjum gubernialnym w Warszawie (1835-1845), następnie studiował na Kursach Prawnych w Warszawie (1845-1847). Podczas edukacji zetknął się z postaciami, takimi jak Cyprian Kamil Norwid i Józef Ignacy Kraszewski. Brał też udział w ugrupowaniach konspiracyjnych. Zagrożony aresztowaniem zbiegł do zaboru pruskiego. Po powrocie pracował w Bibliotece Zamoyskich. W trakcie Wiosny Ludów zbliżył się ponownie do działalności konspiracyjnej. Następnie przebywał pewien czas w Szczebrzeszynie i na Wołyniu, gdzie poznał Józefa Korzeniowskiego. w 1850 debiutował w „Bibliotece Warszawskiej”. 
W 1853 wyjechał do Radomia, później pracował w Sandomierskiej jako nauczyciel. W 1858 ożenił się z Marią Trębicką. W czasie powstania styczniowego był związany z obozem „czerwonych”. W 1869 odwiedził Pragę, Wiedeń i Drezno. Od 1908 był członkiem Towarzystwa Naukowego Warszawskiego. Spoczywa na cmentarzu Powązkowskim w Warszawie (kwatera 28-4-21).

## Twórczość
Jako literat pozostawał niezależny od współczesnych mu prądów literackich; uprawiał lirykę refleksyjno-intelektualną, poruszając problematykę psychologiczno-moralną, w tonie sceptycznej ironii. Poezja Faleńskiego charakteryzowała się bogactwem form stroficznych i wersyfikacyjnych i niespotykaną metaforyką; poeta nawiązywał m.in. do polskiej literatury renesansowej oraz twórczości Heinego, Musseta i francuskich parnasistów. Debiut w 1850 nie spotkał się z życzliwością, a jedynym przychylnym Faleńskiemu krytykiem był Lucjan Siemieński.
Był pierwszym polskim badaczem twórczości Edgara Allana Poe; dokonał oryginalnej analizy fraszek i trenów Kochanowskiego, analizował twórczość Mikołaja Sępa Szarzyńskiego, przygotował wydanie Poezji Teodora Krzywickiego (1887). Ogłosił wiele przekładów.
Uważany za sztukmistrza poetyckiej formy oraz jednego z pierwszych odkrywców „literackich Tatr”. Pierwszy polski autor tak zwanych meandrów.
Wiersze Felicjana Faleńskiego pod płaszczem zgryźliwej ironii oraz wysublimowanej, klasycznej formy skrywają głęboki smutek spowodowany przemijaniem szczęścia, śmiercią oraz kłamstwem zakorzenionym w naturze ludzkiej. Poeta inspirował się przy tym dorobkiem literackim Leconte de Lisle’a, często nawiązując do kolorytu orientalnego, mitologii greckiej, tradycji starożytnego Egiptu czy podań starosłowiańskich.
W cyklu Odgłosy z gór Faleński wykazał inwencję wersyfikacyjną – każdy z 31 utworów posiada inny schemat wersyfikacyjny. Sięgał również po motywy humorystyczne. Świstki Syleny to parodystyczne interpretacje mitów i legend. Stosunek do świata najpełniej wyraził w zbiorze około 400 gnomów, fraszek i drobnych liryków. Wszystkie utwory w zbiorze oparł na sześciowersowej strofie ze schematem rymów abbaab, przy czym liczba strof i metrum były zmienne. Wiersze te nazwał meandrami. Mimo rozległości tego zbioru jest on dość jednolity światopoglądowo. Życie jawi się jako ciąg trudów i cierpień, poeta jest nikomu niepotrzebny i skazany na zapomnienie. Pozostaje mu jedynie odrzucić złudzenia, panować nad sobą i podejmować codzienne trudy. W późnej twórczości Faleńskiego częściej pojawia się bezpośrednia wypowiedź liryczna w formie wiersza nieregularnego. Nadal jest w niej obecne poczucie osamotnienia i znużenia życiem, obok tego pojawiają się jednak tony religijnej ufności i pokory.
Faleński traktował przekłady poetyckie nie tylko jako przybliżanie literatury obcej, ale też jako pełnowartościowy składnik swojej twórczości. Przekładał literaturę różnych epok, m.in. twórców, takich jak Hezjod, Horacy, Juwenalis, Petrarka, Victor Hugo, Alfred de Musset. Często tłumaczył tylko interesujące go fragmenty większych dzieł, próbując oddać walory oryginału przy użyciu polskich stylów historycznych i indywidualnych, podczas gdy wielu współczesnych mu tłumaczy dostosowywało przekłady do własnej konwencji stylistycznej.

## Dzieła

### Zbiory poezji
- Kwiaty i kolce[6] (1856)
- Wiersze wybrane (1861)
- Z po nad mogił[7] (1870)
- Odgłosy z gór[8] (1871)
- Przebrzmiałe dźwięki (1874)
- Świstki Sylena[9] (1876)
- Meandry[10] (1892)
- Pieśni spóźnione[11] (1893)

### Zbiory prozy i dramatów
- Postacie z latarni czarnoksięskiej[12] (1865-1875)
- Utwory powieściowe[13] (1884)
- Utwory dramatyczne[14][15][16] (1896-1899, 3 tomy)
- Tańce śmierci (fragmenty w 1899 – całość w 1964)

### Prace teoretycznoliterackie
- Edgar Allan Poe i jego nowele (1861)
- O Janie Kochanowskim jako liryku (1864)
- Treny Jana Kochanowskiego[17] (1867)

### Przekłady
- Fr. Szopen[18] Liszta (1873)
- Wesołe mieszczki z Windsoru Szekspira (1875)[19]
- Pieśni Petrarki[20] (1881)
- Płonne zachcianki Juwenalisa (1892)
- Orland oszalały[21] Ariosta (1901)
- fragmenty Nowego Testamentu (1902)
- utwory Hezjoda, Wergiliusza, Horacego, Musseta, Heinego, Hugo i innych[22]